# Phil Ochs
Vous lisez un « bon article » labellisé en 2019.
Pour les articles homonymes, voir Ochs.
Phil Ochs /fɪl ˈoʊks/ est un auteur-compositeur-interprète américain né le 19 décembre 1940 à El Paso et mort le 9 avril 1976 à New York.
Chanteur politiquement engagé, Phil Ochs participe au renouveau de la musique folk au début des années 1960 avec ses chansons engagées qui mêlent un humour sardonique et un profond humanisme, comme les hymnes anti-guerre I Ain't Marching Anymore et Draft Dodger Rag ou les plus poétiques Changes et There but for Fortune. Figure emblématique de la scène folk de Greenwich Village, celui qui se décrit comme un « journaliste chantant » (« topical singer ») participe à de nombreuses manifestations et concerts contre la guerre du Viêt Nam et en faveur des droits civiques.
Ses premiers albums, publiés par Elektra Records, sont des disques de folk inspirés de Woody Guthrie et Bob Gibson où l'accompagnement est presque toujours réduit à une guitare acoustique. Il diversifie sa palette musicale dans la deuxième moitié des années 1960 en s'inspirant davantage du rock pour ses derniers albums, publiés par A&M Records, sur lesquels apparaissent également des textes moins engagés et plus intimistes. Ochs ne connaît cependant jamais le même succès populaire que Bob Dylan, à qui il est souvent comparé.
Après des années 1960 prolifiques, Phil Ochs publie son dernier album de nouvelles chansons en 1970. Affligé de troubles mentaux, il sombre dans l'alcoolisme et se suicide en 1976, à l'âge de trente-cinq ans. Après sa mort, son souvenir est entretenu par ses fans les plus fidèles et plusieurs albums posthumes d'enregistrements inédits voient le jour. Il reste une inspiration pour de nombreux artistes engagés.

## Biographie

### Jeunesse
Philip David Ochs naît à El Paso, au Texas, le 19 décembre 1940, dans une famille de classe moyenne et de confession juive non pratiquante. Son père, Jacob Ochs, surnommé « Jack », est né à New York en 1910, tandis que sa mère, Gertrude Phin Ochs, est originaire d'Écosse. Ils se sont rencontrés et mariés à Édimbourg, pendant les études de médecine de Jack. Après la naissance de leur fille Sonia (en) (surnommée « Sonny ») en 1937, ils partent vivre aux États-Unis où naissent deux fils : Phil en 1940, puis Michael (en) en 1943. Mobilisé à la fin de la Seconde Guerre mondiale, Jack Ochs part pour l'Europe et participe à la bataille des Ardennes en tant que médecin militaire. Son expérience du combat lui laisse d'importantes séquelles psychologiques, et il est libéré de l'armée pour raisons médicales en novembre 1945.
De retour aux États-Unis, Jack Ochs, qui souffre de trouble bipolaire et de dépression, travaille successivement dans plusieurs hôpitaux sans parvenir à se constituer une clientèle. Il déménage fréquemment avec sa femme et ses trois enfants, d'abord à Far Rockaway, dans le quartier de Queens, puis à Perrysburg, dans l'ouest de l'État de New York (où le jeune Phil commence à étudier la musique), et enfin à Columbus, dans l'Ohio. Parfois hospitalisé pour sa dépression, Jack se comporte de manière distante avec sa femme et ses enfants. Il meurt en 1963 d'une hémorragie cérébrale.
À l'adolescence, Phil Ochs s'illustre comme joueur de clarinette. Son talent lui permet d'entrer dans l'orchestre du conservatoire de la Capital University (en) de l'Ohio, dont il devient le principal clarinettiste soliste à seulement quinze ans. Bien qu'il joue de la musique classique, le jeune garçon s'intéresse également à ce qu'il entend à la radio : les pionniers du rock Buddy Holly et Elvis Presley, ainsi que des artistes de country comme Faron Young, Ernest Tubb, Hank Williams ou Johnny Cash. Il se rend souvent au cinéma, et admire en particulier les héros incarnés par John Wayne et Audie Murphy. Plus tard, il se passionne également pour les rebelles joués par Marlon Brando et James Dean.

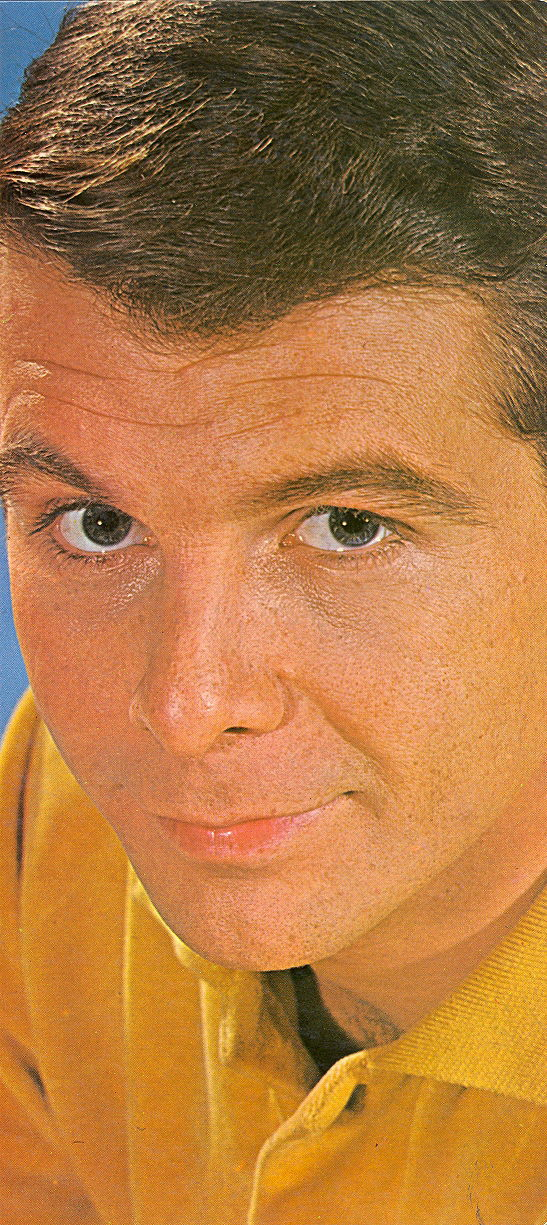
Bob Gibson influence fortement l'écriture d'Ochs.

De 1956 à 1958, Ochs étudie à l'Académie militaire de Staunton (en), en Virginie. Après avoir obtenu son diplôme, il rentre à Columbus et s'inscrit à l'université d'État de l'Ohio. Insatisfait, il arrête ses études au bout d'un semestre et se rend en Floride. À Miami, il passe deux semaines en prison pour vagabondage, un incident auquel il attribue par la suite la naissance de sa vocation :

« À un moment donné durant ces quinze jours, j'ai décidé de devenir écrivain. J'ai d'abord songé au journalisme […] et je me suis décidé en un éclair : je serai écrivain, spécialisé en journalisme. »

Ochs retourne à l'université de l'Ohio pour étudier le journalisme. Il commence à s'intéresser à la politique, tout particulièrement à la révolution cubaine de 1959. Il fait la connaissance de Jim Glover (en), un étudiant passionné de musique folk qui lui fait découvrir Pete Seeger, Woody Guthrie et les Weavers. Glover lui apprend également à jouer de la guitare, et les deux amis débattent continuellement de questions politiques. Ochs commence à écrire des articles polémiques pour le journal du campus, The Lantern. Lorsque ses articles les plus radicaux sont refusés, il lance son propre journal, The Word. Ses passions pour la politique et pour la musique se mélangent bientôt à travers l'écriture de ses premières chansons engagées. Il forme un duo avec Glover, nommé « The Singing Socialists », puis « The Sundowners », mais ils se séparent avant de donner le moindre concert professionnel, Glover partant pour New York pour s'y faire chanteur folk.
Pendant ce temps, la famille d'Ochs a déménagé à Cleveland, et le jeune homme commence à se produire dans un club de folk local, le Farragher's Back Room. Il assure la première partie de plusieurs artistes durant l'été 1961, parmi lesquels les Smothers Brothers. C'est également durant cet été qu'il fait la connaissance du chanteur folk Bob Gibson, qui constitue « l'influence déterminante entre toutes » sur l'écriture d'Ochs selon Dave Van Ronk. Le jeune homme poursuit ses études à l'université de l'Ohio, mais il est amèrement déçu de ne pas être nommé rédacteur en chef du journal du campus, et abandonne ses études pendant son dernier semestre. Il part pour New York sans diplôme, sur les traces de son ami Jim Glover : lui aussi veut devenir chanteur folk.

### Le«journaliste chantant»(1962-1966)
Arrivé à New York en 1962, Phil Ochs se produit d'abord dans de petites boîtes de nuit jusqu'à devenir partie intégrante de la scène folk de Greenwich Village. Il acquiert une réputation de chanteur fruste mais passionné, auteur de chansons contre la guerre, en faveur des droits civiques et du mouvement ouvrier. Son soutien à ces causes l'amène à se rendre dans le Kentucky pour soutenir les grévistes des mines de charbon de Hazard et dans le Mississippi aux côtés de la Caravane de musique en faveur de l'inscription des Afro-Américains sur les listes électorales. Décrit comme auteur de protest songs, il préfère parler de « chansons d'actualité » (topical songs), et se définit comme un « journaliste chantant » qui s'inspire de ce qu'il lit dans Newsweek pour écrire ses chansons.
La même année, sa petite amie Alice Skinner, issue d'une riche famille de Philadelphie, tombe enceinte de leur fille Meegan. Ils se marient à l'hôtel de ville de New York, avec Jim Glover comme témoin et Jean Ray comme demoiselle d'honneur. Parmi les invités se trouve Suze Rotolo, la petite amie de Bob Dylan. Les Ochs se séparent d'un commun accord en 1965, sans jamais divorcer,.

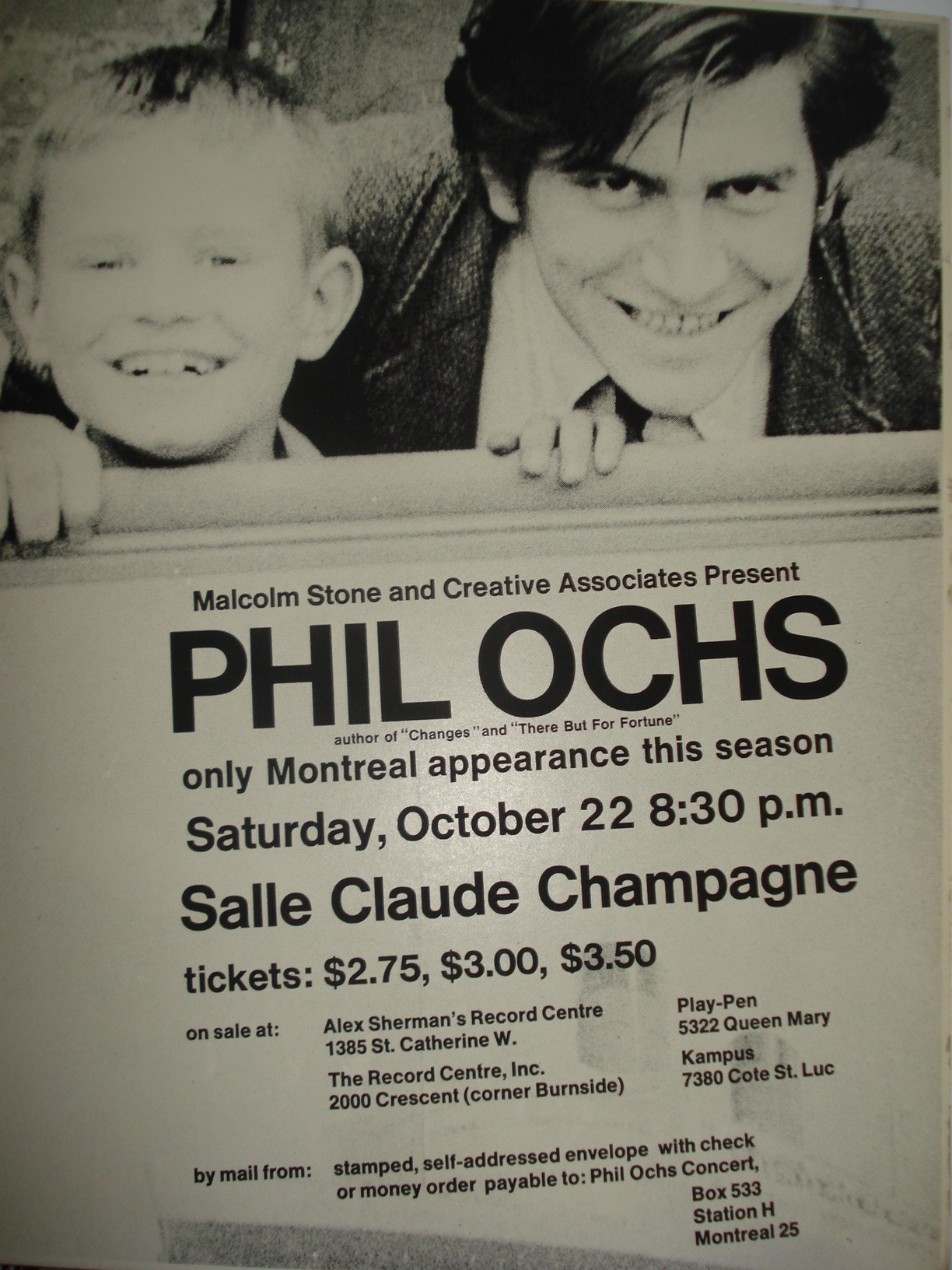
Affiche pour un concert de Phil Ochs à Montréal en octobre 1966.

À l'été 1963, Phil Ochs a acquis une notoriété suffisante dans les cercles folk pour figurer au programme du festival de folk de Newport aux côtés de Peter, Paul and Mary, Joan Baez, Bob Dylan et Tom Paxton. Il y interprète Too Many Martyrs, une chanson sur le meurtre de Medgar Evers écrite avec Bob Gibson, Talking Birmingham Jam et Power and the Glory, un hymne patriotique à la Woody Guthrie applaudi par la foule. L'année suivante, il est acclamé lors de sa deuxième participation au festival. En revanche, il n'est pas invité lors de l'édition 1965, durant laquelle Bob Dylan fait scandale en interprétant Maggie's Farm avec une guitare électrique. Dylan s'attire les foudres des puristes du folk, mais Ochs trouve sa démarche amusante et admire le courage qu'elle a nécessité ; il le défend dans une lettre publiée par The Village Voice. Une rivalité bon enfant oppose les deux artistes. En une occasion, Dylan dit d'Ochs : « Je ne peux tout simplement pas suivre Phil. Il n'arrête pas de s'améliorer encore et encore et encore ». Une autre fois, lorsque Ochs critique une de ses chansons, Dylan le jette hors de sa limousine en lui disant : « T'es pas un chanteur folk, t'es un journaliste. »
Au cours de l'année 1963, Ochs se produit au Carnegie Hall et au Town Hall de New York dans le cadre de {{anglais\hootenannies}}. C'est en 1966 qu'il monte pour la première fois seul sur la scène du Carnegie Hall. Durant cette période, il écrit de nombreux articles, ainsi que des chansons, pour le magazine Broadside (en), une publication très influente dans le milieu folk. Sa capacité d'écriture est alors très importante : plusieurs chansons écrites à ce moment-là restent dans les cartons et ne voient le jour que plusieurs années plus tard.
Phil Ochs enregistre ses trois premiers albums pour la maison de disques Elektra Records : All the News That's Fit to Sing sort en avril 1964, I Ain't Marching Anymore en février 1965 et Phil Ochs in Concert en mars 1966. Ces trois disques, où Ochs n'est accompagné que de sa guitare acoustique, comprennent aussi bien des chansons d'actualité comme Too Many Martyrs, I Ain't Marching Anymore ou Draft Dodger Rag, que des interprétations d'anciens poèmes comme The Highwayman d'Alfred Noyes ou The Bells d'Edgar Allan Poe. Phil Ochs in Concert comprend également plusieurs chansons plus personnelles et introspectives, comme Changes ou When I'm Gone,. Les critiques considèrent que l'artiste s'améliore d'album en album et le public semble partager ce point de vue, car chacun d'eux se vend mieux que son prédécesseur.

### Évolution et désillusions (1967-1969)
Ayant engagé son frère Michael comme imprésario, Phil Ochs déménage en Californie en 1967 et abandonne Elektra au profit d'A&M Records. Il enregistre quatre albums pour ce label : Pleasures of the Harbor sort en octobre 1967, Tape from California en juillet 1968, Rehearsals for Retirement en mai 1969 et Greatest Hits (qui, malgré son titre, ne comprend que des nouvelles chansons) en février 1970. L'artiste délaisse la production minimale de sa période Elektra au profit d'un son plus travaillé : Ochs s'essaie même à des arrangements orchestraux de type « folk baroque ». Son objectif est de découvrir un mélange de folk et de pop qui lui permette de décrocher un tube.
Dans sa critique de Pleasures of the Harbor parue dans le magazine Esquire en mai 1968, Robert Christgau exprime son déplaisir vis-à-vis de cette évolution musicale. Décrivant Ochs comme « un gentil garçon », il déplore néanmoins que « l'étendue de sa voix ne dépasse pas une demi-octave [et que] son jeu de guitare ne serait guère pire s'il avait les doigts palmés ». Selon lui, « Pleasures of the Harbour incarne la décadence qui infecte la pop depuis Sgt. Pepper. » Ochs reprend avec humour le commentaire de Christgau sur ses doigts palmés dans son recueil de chansons The War Is Over (1968), dans une rubrique intitulée « Des critiques enthousiastes », à côté d'une photo où il pose dans une poubelle. Derrière cette façade bravache, il est très déçu que sa musique ne reçoive pas l'accueil qu'il escomptait.
En effet, aucune des chansons d'Ochs ne devient un succès. En 1967, Outside of a Small Circle of Friends (en) passe assez fréquemment sur les ondes pour atteindre la 119e position du classement « Hot Prospect » établi par le magazine Billboard, mais plusieurs radios la retirent de leur programmation en raison de ses paroles qui affirment que « la marijuana, c'est mieux que la bière ». La reprise de There but for Fortune par Joan Baez se classe dans le Top 10 au Royaume-Uni en août 1965 et décroche une nomination aux Grammy Awards dans la catégorie « Meilleur enregistrement folk », mais elle ne dépasse pas la 50e place du hit-parade américain.

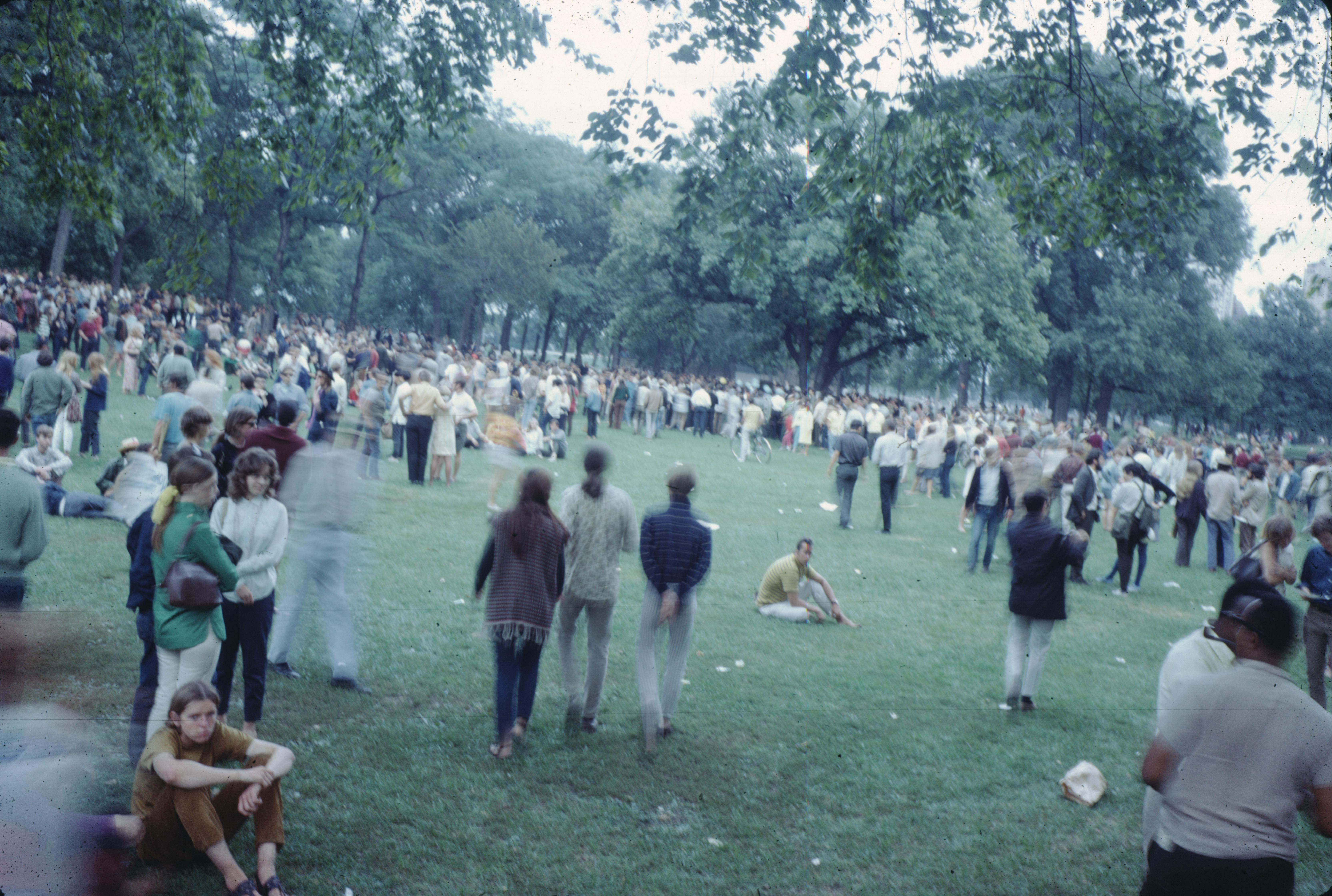
Manifestants à Lincoln Park (Chicago) durant la convention nationale démocrate de 1968.

Bien qu'il s'essaie à de nouvelles expériences musicales, Ochs n'abandonne pas pour autant ses racines contestataires. L'intensification de la guerre du Viêt Nam le pousse à se produire dans d'innombrables manifestations en faveur de la paix à travers les États-Unis. Il organise deux de ces manifestations en 1967, l'une à Los Angeles en juin, l'autre à New York en novembre, qui proclament que « la guerre est finie », « the war is over ». Il écrit de nouvelles chansons contre la guerre, parmi lesquelles The War Is Over (en) et White Boots Marching in a Yellow Land. L'actualité lui inspire d'autres chansons, comme Outside a Small Circle of Friends, qui évoque le meurtre de Kitty Genovese, et William Butler Yeats Visits Lincoln Park and Escapes Unscathed, écrite après les émeutes de 1968 à Chicago. Il écrit également des chansons plus personnelles, comparant la mort du président Kennedy à celle de Jésus dans Crucifixion, dénonçant les périls de la gloire dans Chords of Fame ou revisitant son enfance à Columbus dans Boy in Ohio.
Ochs participe à la création du Youth International Party avec Jerry Rubin, Abbie Hoffman, Stew Albert (en) et Paul Krassner. Il soutient pourtant la candidature d'Eugene McCarthy, jugé trop tiède par les Yippies, à l'investiture du Parti démocrate pour l'élection présidentielle de 1968. Malgré les risques, il se rend à Chicago au moment de la convention nationale démocrate pour soutenir McCarthy et participer aux manifestations contre la guerre. Il se produit à Lincoln Park, à Grant Park et au Chicago Coliseum, et a l'occasion d'être témoin de la répression violente des manifestations par la police de Chicago ; il est brièvement arrêté.
Entre les assassinats de Martin Luther King et de Robert Kennedy, les émeutes de Chicago et l'élection du républicain Richard Nixon, l'année 1968 laisse Ochs profondément désillusionné. Son désespoir est visible sur la pochette de son album suivant, Rehearsals for Retirement. On y voit une pierre tombale portant l'inscription suivante :
PHIL OCHS

(AMÉRICAIN)

NÉ À EL PASO (TEXAS), 1940

MORT À CHICAGO (ILLINOIS), 1968
Lors du procès des Sept de Chicago, en décembre 1969, Ochs témoigne en faveur de la défense. À cette occasion, il récite notamment les paroles de sa chanson I Ain't Marching Anymore devant la cour. En sortant du tribunal, il la chante devant les journalistes et se retrouve le soir même dans le journal télévisé de Walter Cronkite sur CBS, à son grand amusement.

### «Moitié Elvis, moitié Che» (1970)
Après les émeutes de Chicago et le procès des Sept, Phil Ochs change de direction. Les événements de 1968 l'ont convaincu que les chansons d'actualité et les coups d'éclat des Yippies ne touchent pas l'Américain moyen. Il estime qu'un meilleur moyen de communiquer avec le public serait de jouer le genre de musique que lui-même aimait quand il était adolescent. Il se tourne donc vers la musique country et les pionniers du rock 'n' roll. Voulant devenir « moitié Elvis Presley et moitié Che Guevara », il se fait faire un costume en lamé or par Nudie Cohn (en), le tailleur d'Elvis.
Ochs apparaît dans son nouveau costume sur la pochette de l'album Greatest Hits (1970), de tonalité résolument country,. Sur scène, Ochs se produit désormais avec un groupe de rock, et reprend Elvis, Buddy Holly ou Merle Haggard à côté de son propre répertoire, ce qui déconcerte ses fans. Malgré des critiques hostiles, ses deux concerts au Carnegie Hall du 27 mars 1970 rencontrent un grand succès auprès du public présent. Ochs doit insister pendant plusieurs années auprès de sa maison de disques avant qu'ils ne soient édités en 1975 sur l'album Gunfight at Carnegie Hall, qui ne paraît cependant qu'au Canada.
Ochs commence à prendre de la drogue pour tenir le coup en concert. Cela fait des années qu'il prend du Valium pour contrôler ses nerfs, et il consomme également beaucoup d'alcool. Le pianiste Lincoln Mayorga (en), qui l'accompagne tout au long de sa période A&M, se souvient : « Il traitait vraiment mal son corps pendant cette tournée. Il buvait beaucoup de vin et il prenait des amphets. Le vin le tirait dans un sens et les amphets le tiraient dans l'autre, et il était complètement en vrac. Il y avait tellement de médocs qui traînaient, tellement de cachets. Je n'avais jamais rien vu de tel. » Si Ochs s'efforce par la suite de réduire sa consommation de drogue, il continue à boire jusqu'à sa mort.
Découragé par son manque de succès auprès du grand public, Ochs souffre du syndrome de la page blanche : Greatest Hits sera son dernier album de nouvelles chansons. Il s'enfonce dans la dépression et l'alcoolisme. Comme le résume son biographe Michael Schumacher, « on s'était fait casser la tête à Chicago ; on avait vu des étudiants mitraillés à Kent State ; on avait eu des gens poignardés à mort au concert des Rolling Stones à Altamont — en quoi pouvait-on encore croire ? Malheureusement pour Phil Ochs, il n'avait pas de réponse à cette question. Il a perdu la foi ». Malgré ses problèmes personnels, Ochs participe au concert de bienfaisance donné au Pacific Coliseum de Vancouver le 16 octobre 1970 pour la création de l'organisation Greenpeace. L'album Amchitka, paru en 2009, inclut sa participation aux côtés de celles de Joni Mitchell et de James Taylor.

### Errances (1971-1975)

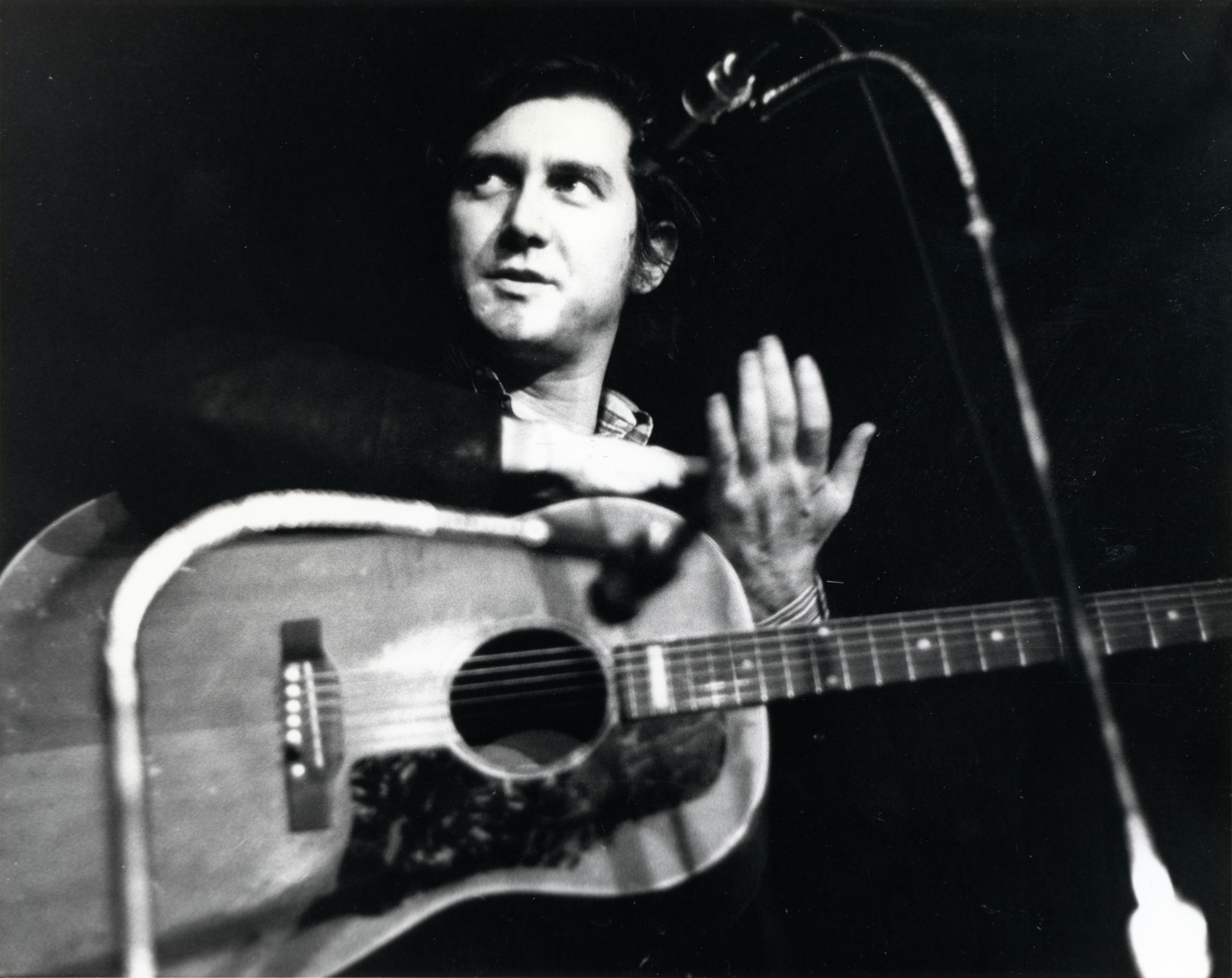
Phil Ochs sur scène en mai 1973.

En août 1971, Phil Ochs se rend en voyage au Chili. Il se lie avec le chanteur Víctor Jara, soutien du président socialiste Salvador Allende. Ochs poursuit son voyage en Amérique du Sud, visitant l'Argentine en octobre, puis l'Uruguay. Après avoir chanté à une manifestation en Uruguay, il est arrêté avec son compagnon de route David Ifshin. Ils ne sont relâchés que pour être arrêtés à nouveau à la descente de l'avion qui les ramène en Argentine. Ils sont envoyés en Bolivie, puis au Pérou. Craignant d'être à nouveau arrêté, Ochs rentre aux États-Unis quelques jours plus tard.
La même année, John Lennon invite Ochs à participer au concert de bienfaisance organisé à l'université du Michigan pour la libération du poète John Sinclair, qui se déroule le 10 décembre 1971 à Ann Arbor, dans le Michigan. Il s'y produit aux côtés de Stevie Wonder, Allen Ginsberg, David Peel et Abbie Hoffman, entre autres. La manifestation culmine avec la première apparition sur scène aux États-Unis de John Lennon depuis la séparation des Beatles. Malgré la désillusion de 1968, Ochs continue à soutenir les candidats à la présidence opposés à la guerre du Viêt Nam. Il apporte ainsi son soutien au démocrate George McGovern lors de l'élection présidentielle de 1972, qui voit une victoire écrasante du président sortant, le républicain Richard Nixon.
Ochs poursuit ses voyages : il visite l'Australie et la Nouvelle-Zélande en 1972, puis l'Afrique en 1973, séjournant en Éthiopie, au Kenya, en Tanzanie, au Malawi et en Afrique du Sud. Un soir, à Dar es Salam, il est agressé et étranglé par des voleurs à la tire. Il échappe à la mort, mais ses cordes vocales sont sévèrement endommagées : il perd les trois notes les plus hautes de sa tessiture. Cet incident a également des conséquences néfastes sur sa santé mentale : il commence à souffrir de paranoïa et croit avoir été attaqué par des agents du gouvernement américain, voire par la CIA.
Durant cette période, Ochs n'écrit qu'une poignée de nouvelles chansons. En 1972, il écrit sur commande la chanson de générique du film Kansas City Bomber. En fin de compte, sa chanson ne figure pas dans la bande originale du film, mais A&M la sort tout de même en 45 tours. L'année suivante, il enregistre au Kenya un autre single, Bwatue / Niko Mchumba Ngombe, composé de chansons avec des paroles en lingala et en swahili écrites avec deux musiciens kényans. Son dernier single, en 1974, comprend deux nouvelles versions d'anciennes chansons : Power and the Glory, ré-enregistrée avec des arrangements inspirés de la reprise d'Anita Bryant, et en face B une mise à jour de Here's to the State of Mississippi rebaptisée Here's to the State of Richard Nixon,.

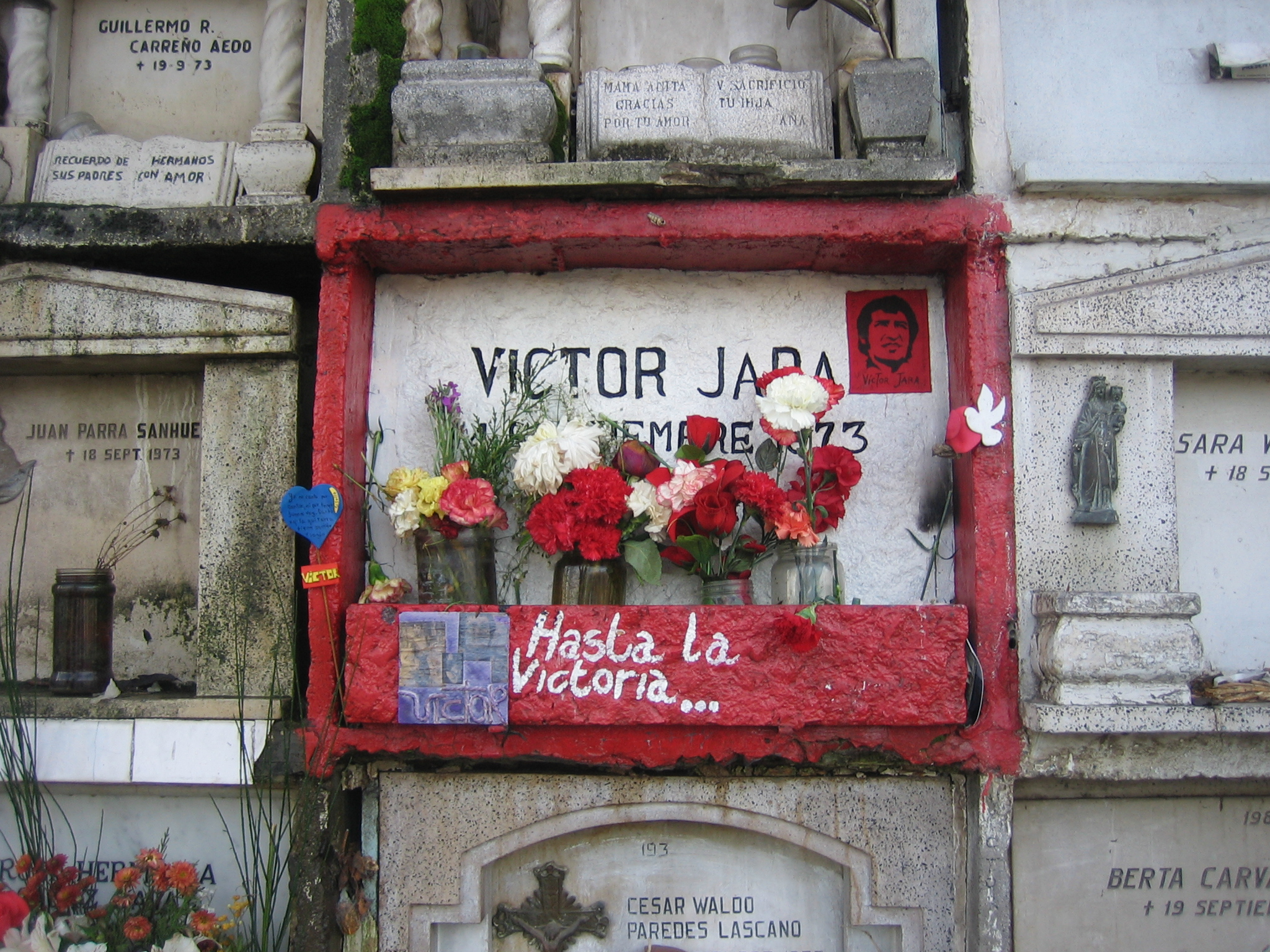
La tombe de Víctor Jara au.

Lors du coup d'État du 11 septembre 1973 au Chili, le régime de Salvador Allende est renversé. De nombreux opposants sont torturés et tués dans les jours qui suivent, parmi lesquels Víctor Jara. En apprenant comment son ami est mort, Ochs décide d'organiser un concert de bienfaisance pour attirer l'attention sur la situation au Chili et lever des fonds pour les Chiliens. Le concert An Evening with Salvador Allende a lieu le 9 mai 1974 au Madison Square Garden de New York avec la participation de Pete Seeger, Arlo Guthrie, Ramsey Clark et Bob Dylan. Celui-ci accepte de participer à la dernière minute, en apprenant que les billets pour le concert ont du mal à se vendre et qu'il risque d'être annulé. Sa participation permet de faire salle comble. Après cette soirée, Ochs et Dylan évoquent la possibilité d'une tournée ensemble dans des petites salles. L'idée n'aboutit pas, mais Dylan s'en inspire peu après pour lancer la Rolling Thunder Revue, sans Ochs.
La guerre du Viêt Nam s'achève le 30 avril 1975 avec la chute de Saïgon. Ochs organise une troisième et dernière manifestation The War Is Over à Central Park le 11 mai. Plus de 100 000 personnes viennent assister aux performances de Phil Ochs, Harry Belafonte, Odetta et Pete Seeger, entre autres. Ochs interprète There but for Fortune en duo avec Joan Baez, puis conclut le concert avec sa chanson The War Is Over : cette fois-ci, la guerre est bel et bien finie.

### Mort

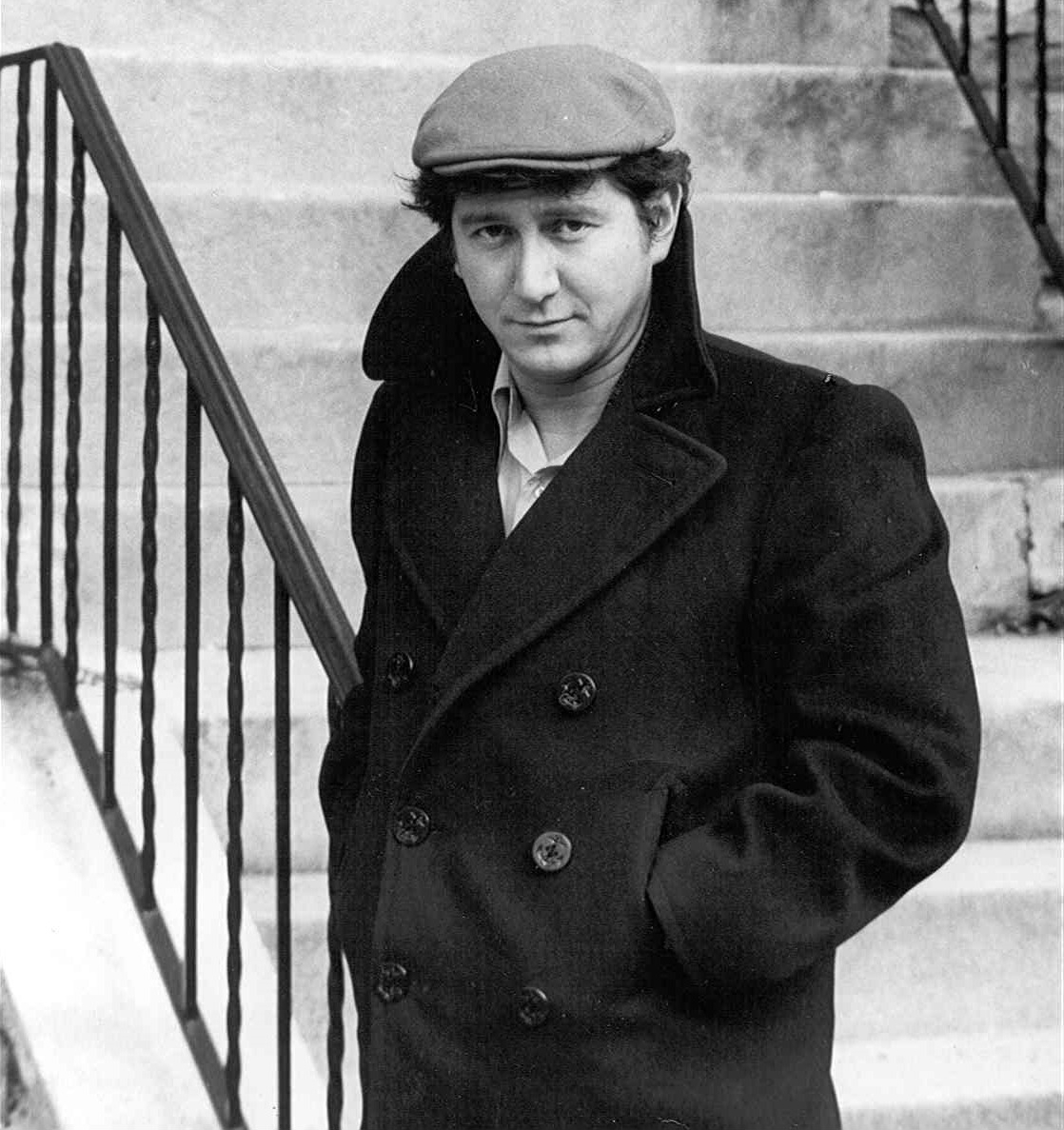
Phil Ochs en 1975.

L'alcoolisme d'Ochs s'aggrave et son comportement devient de plus en plus erratique. Ses divagations sur le FBI et la CIA effraient ses amis. Courant 1975, souffrant de trouble dissociatif de l'identité, il commence à se faire appeler John Butler Train et prétend avoir assassiné Phil Ochs. Violent et erratique, il est convaincu qu'on cherche à le tuer et porte en permanence une arme sur lui, marteau, couteau ou tuyau en plomb. Son frère Michael tente de le faire interner dans un hôpital psychiatrique et ses amis cherchent à le convaincre de chercher de l'aide. Ne pouvant régler son loyer, il commence à vivre dans la rue. Le personnage de John Train disparaît au bout de quelques mois, mais Ochs tient un discours suicidaire qui inquiète ses proches. Ils espèrent qu'il s'agit d'une phase passagère, mais le chanteur est déterminé, comme l'explique un de ses biographes :

« Dans son esprit, Phil était mort depuis longtemps : il était mort politiquement à Chicago en 1968, dans la violence de la Convention nationale démocrate ; il était mort professionnellement en Afrique quelques années plus tard, après avoir été étranglé et cru ne plus pouvoir chanter ; il était mort spirituellement après le coup d'État au Chili et l'assassinat brutal de son ami Victor Jara ; enfin, il était mort psychologiquement aux mains de John Train. »

En janvier 1976, Ochs s'installe chez sa sœur Sonny à Far Rockaway, dans l'arrondissement de Queens. Il est alors complètement léthargique : ses activités se limitent à regarder la télévision et jouer aux cartes avec ses neveux. Il voit un psychiatre, qui lui diagnostique un trouble bipolaire et lui prescrit des médicaments. Il ment à sa sœur en lui affirmant prendre ces médicaments. Il se pend chez elle le 9 avril 1976, à l'âge de 35 ans.
La députée Bella Abzug lui rend hommage au Congrès quelques jours plus tard. Le journaliste Robert Christgau, qui s'était montré si critique à l'égard de Pleasures of the Harbor en 1967, dresse de l'artiste un portrait affectueux dans sa nécrologie pour The Village Voice. En accord avec son souhait de reposer en Écosse, ses cendres sont dispersées du haut d'une tour du château d'Édimbourg par son ami Andy Wickham.

## Postérité
Les chansons de Phil Ochs continuent à influencer des chanteurs et des fans dans le monde entier. Des sites Web, des articles et des livres lui sont consacrés, et de nombreuses compilations ont été publiées après sa mort, dont certaines sont entièrement composées d'enregistrements inédits. Depuis 1983, sa sœur Sonny organise les « Phil Ochs Song Nights », des soirées durant lesquelles des musiciens de divers horizons interprètent les chansons de Phil Ochs. En septembre 2014, Meegan Ochs, la fille du chanteur, fait don des archives de son père (paroles de chansons, carnets de notes, coupures de presse, photos…) au Woody Guthrie Center (en) de Tulsa, dans l'Oklahoma.

### Reprises
Les chansons de Phil Ochs ont été reprises par de nombreux artistes, parmi lesquels Joan Baez, Françoise Hardy, Bastro, Cilla Black, Black 47, Billy Bragg, Eugene Chadbourne, Cher, Gene Clark, Judy Collins, Henry Cow, John Denver, Ani DiFranco, Mark Eitzel, Marianne Faithfull, Julie Felix, Diamanda Galás, Dick Gaughan, Ronnie Gilbert, Jim and Jean, Wyclef Jean, Gordon Lightfoot, Melanie, Christy Moore, Harry Nilsson, Will Oldham, Pete Seeger, The Shrubs, Squirrel Bait, Teenage Fanclub, They Might Be Giants, Dave Van Ronk, Eddie Vedder, The Weakerthans et Neil Young,.
Plusieurs albums rendent entièrement hommage à Phil Ochs. En 1998, le label Sliced Bread Records publie un album de 28 reprises intitulé What's That I Hear?: The Songs of Phil Ochs. Le livret de l'album indique que les bénéfices des ventes sont reversés à la fondation de l'Union américaine pour les libertés civiles de Californie du Sud et au magazine Sing Out!. Un album de reprises plus expérimental, Poison Ochs: A Tribute to Phil Ochs, paraît sur le label indépendant Wood Records en 2003. Le groupe américain Kind of Like Spitting (en) publie en 2005 un album de reprises d'Ochs intitulé Learn: The Songs of Phil Ochs, et en 2011 sort Get Your Phil, album de reprises d'un autre groupe américain, Disappear Fear (en).
Plusieurs reprises d'Ochs présentent des paroles modifiées pour suivre l'actualité. En 1980, The Clash reprend une partie des paroles de United Fruit dans la chanson Up in Heaven (Not Only Here) sur l'album Sandinista!. En 1994, Jello Biafra et Mojo Nixon (en) enregistrent Love Me, I'm a Liberal avec des références à la présidence de Bill Clinton sur l'album Prairie Home Invasion. En 2002, Richard Thompson ajoute un couplet à I Ain't Marching Anymore sur la politique étrangère américaine. En 2008, Jefferson Starship enregistre I Ain't Marching Anymore sur l'album Jefferson's Tree of Liberty avec des paroles supplémentaires écrites par la chanteuse Cathy Richardson.

### Films
En 1984, Michael Korolenko réalise le film Chords of Fame (en). Ce documentaire inclut des séquences rejouées avec Bill Burnett dans le rôle de Phil Ochs, ainsi que des entretiens avec des proches (Abbie Hoffman et Jerry Rubin, le manager Harold Leventhal, le propriétaire du Gerde's Folk City Mike Porco, etc.) et des reprises de chansons d'Ochs par des musiciens l'ayant connu, parmi lesquels Bob Gibson, Pete Seeger, Tom Paxton, Dave Van Ronk et Eric Andersen.
Le documentaire Phil Ochs: There but for Fortune (en), réalisé par Kenneth Bowser, est projeté en avant-première au festival du film de Woodstock (en) de 2010,. Il sort dans les salles américaines et canadiennes le 5 janvier 2011. Ce documentaire contient de nombreux documents d'archive sur Ochs et les événements des années 1960, ainsi que des entretiens avec des amis, des membres de sa famille et des collègues,. Il est diffusé dans le premier épisode de la saison 2012 de la série documentaire de PBS American Masters.
L'acteur Sean Penn est un admirateur de Phil Ochs. Il a écrit le livret de l’album posthume A Toast to Those Who Are Gone, sorti en 1986, et a évoqué à plusieurs reprises l’idée de produire un film sur la vie d'Ochs.

## Discographie
- 1964 : All the News That's Fit to Sing
- 1965 : I Ain't Marching Anymore
- 1966 : Phil Ochs in Concert
- 1967 : Pleasures of the Harbor
- 1968 : Tape from California
- 1969 : Rehearsals for Retirement
- 1970 : Greatest Hits
- 1975 : Gunfight at Carnegie Hall